# Anuario Brigantino
O Anuario Brigantino é uma publicação galega anual editada pela cámara municipal de Betanzos desde 1948. A revista está ligada ao Museu das Marinhas do concelho. 

## História e características
A publicação foi fundada por Francisco Vales Villamarín em 1948. No início a revista foi de investigación histórica, artística, literaria e antropologica de ámbito galego, aínda que centrada especialmente na temática betanceira. Contaba também com uma recolha dos acontecimentos do ano e con as memórias das atividades das diferentes associações locais. 
O Anuario Brigantino atualmente é uma das publicações inclusa na categoría C-Normal segundo a valoración do Ministerio de Cultura de España, integrada na base de dados ISOC de Ciencias Sociais e Humanidades, classificada pela UNESCO. Os seus artigos são seguidos nas bases de dados do CSIC e consta na categoría D de Ciencias Sociais e na C de Ciencias Humanas para a Clasificación Integrada de Revistas Científicas (CIRC). 

## Edições da revista
O Anuario Brigantino publicou-se pela primeira vez em 1948. Desde então foram publicados máis de quarenta números.Todo o conteúdo da revista está acessível em linha, em repositorios como Dialnet.  
Os primeiros números, dirigidos por Francisco Vales Villamarín estavam directamente ligados à revista dos "jogos florais" da cidade, publicada em 1918, organizados pelas Irmandades da Fala. Depois dos números de 1948 e 1949 não se publicou em 1950, retomando-se em 1951 e deixando-se de publicar novamente durante trinta anos. 
Em 1981 retomou-se a a publicação, pelo mesmo director, até que chegou Alfredo Erias ao Museu das Mariña em 1983, encarregando-se então da sua edição ate a sua reforma, no ano 2020. 
O número 44, relativo ao ano 2021, foi dirigido pelo novo director do Museu das Mariñas, Ángel Arcay Barral.